# Ennomos niveosericearia
Ennomos niveosericearia är en fjärilsart som beskrevs av Harris 1855. Ennomos niveosericearia ingår i släktet Ennomos och familjen mätare. Inga underarter finns listade i Catalogue of Life.